# Landiolol
Landiololul este un medicament din clasa beta-blocantelor, fiind utilizat în tratamentul tahicardiei supraventriculare. Calea de administrare disponibilă este cea intravenoasă. Are o durată de acțiune ultra-scurtă, și are o selectivitate înaltă pentru receptorii adrenergici β1 (cardioselectiv).